# Max Mannheimer

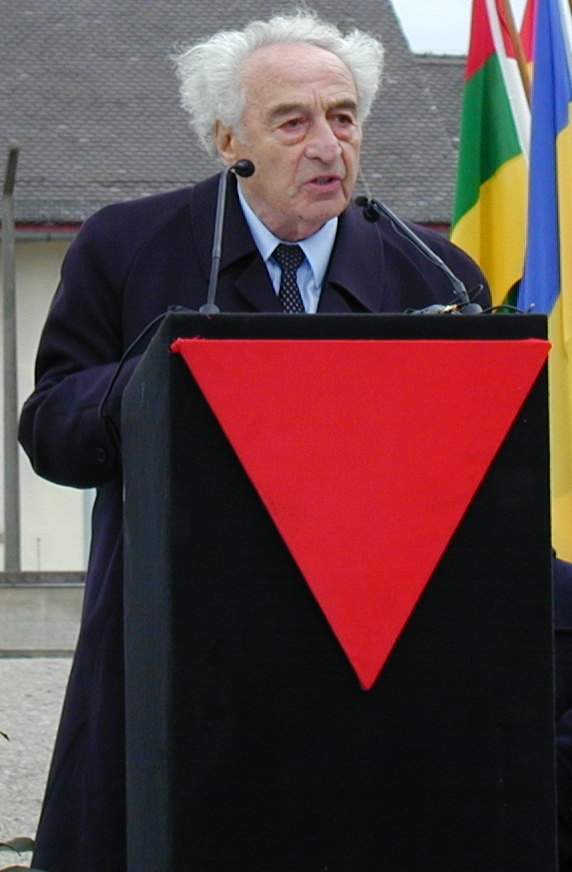
Max Mannheimer, Rede auf der Befreiungsfeier des KZ Dachau am 5. Mai 2002

Max Mannheimer (geboren am 6. Februar 1920 in Neutitschein, Tschechoslowakei; gestorben am 23. September 2016 in München) war ein Überlebender der Schoah. Seit 1990 war er der Präsident der Lagergemeinschaft Dachau und seit 1995 Vizepräsident des Internationalen Dachau-Komitees. Er arbeitete als Kaufmann und war als Schriftsteller und Maler tätig. Zahlreiche Auszeichnungen und Ehrungen würdigten sein vielfältiges Engagement für die Erinnerungskultur an die Verbrechen des Nationalsozialismus.

## Leben

### Jugend
Max Mannheimer entstammt einer deutsch-jüdischen Kaufmannsfamilie aus Mähren. Er wuchs als ältestes der fünf Kinder von Jakob und Margarethe (geb. Gelb) Mannheimer in Neutitschein in der Tschechoslowakei auf. Von 1934 bis 1936 besuchte er die Handelsschule in Neutitschein, in der er auch die ersten Anzeichen des Nationalsozialismus bemerkte. Seine erste Arbeitsstelle erhielt Max Mannheimer 1936 in einem Kaufhaus der Firma J. Schön & Co. in Znojmo-Starý Šaldorf/Znaim-Alt-Schallersdorf.

### Zeit der NS-Diktatur
Nach dem Anschluss Österreichs im März 1938 nahm die Familie Mannheimer in dem grenznahen Ort geflohene österreichische Juden jeweils für eine Nacht in ihrem Haus auf, bevor sie weiter ins Landesinnere reisten. Mit dem Münchener Abkommen im September 1938 wurde Neutitschein als Teil des Reichsgaus Sudetenland an das Deutsche Reich angegliedert und die Familie erlebte erste Ausgrenzungen im Ort. Das Firmenauto Jakob Mannheimers wurde wenige Tage später von einem Angestellten des Geschäfts für die NS-Volkswohlfahrt beschlagnahmt. Der Vater wurde im Zuge der Verhaftungsaktionen während der Novemberpogrome 1938 inhaftiert und im Dezember 1938 wieder freigelassen. Er musste innerhalb von acht Tagen den vom Deutschen Reich besetzten Teil des Landes verlassen und floh nach Ungarisch Brod, dem Geburtsort der Mutter. Die restliche Familie folgte am 27. Januar 1939. Nach der Zerschlagung der Tschechoslowakei im März 1939 nahm Max Mannheimer im Sommer 1939 eine Arbeit im Straßenbau an, da es Juden nur erlaubt war, körperliche Arbeit auszuüben. Ende 1940 lernte er Eva Bock kennen. In der Hoffnung, dadurch bei der drohenden Deportation in das KZ Theresienstadt zusammenbleiben zu können, heirateten die beiden im September 1942. Mannheimers Bruder Erich wurde 1942 verhaftet und kam in das für seine Foltermethoden berüchtigte Gestapogefängnis Kaunitz-Wohnheim in Brünn.

### Deportation
Am 27. Januar 1943 wurden Mannheimer und seine Frau, seine Eltern sowie seine Geschwister Käthe, Ernst und Edgar nach Theresienstadt deportiert und kurz darauf ins KZ Auschwitz-Birkenau weitertransportiert, wo sie in der Nacht vom 1. auf den 2. Februar 1943 ankamen. Nach der Ankunft wurden seine Eltern, seine Frau und seine Schwester von der SS vermutlich als arbeitsunfähig „aussortiert“. Beide Eltern wurden noch am 2. Februar in der Gaskammer ermordet, seine Schwester wurde am 25. Februar 1943 ermordet. Ernst erkrankte im Lager und wurde am 7. März trotz Eingaben der Brüder Max und Edgar beim Blockschreiber ermordet.
Max und Edgar Mannheimer wurden im Oktober 1943 in das Konzentrationslager Warschau transportiert, nachdem sie im KZ Auschwitz schwere Zwangsarbeit und Krankheit erlitten hatten. Die Brüder wurden gezwungen, in Warschau die Reste des nach dem Aufstand zerstörten Warschauer Ghettos zu beseitigen. Im Warschauer Konzentrationslager lernte Max Mannheimer Ernest Landau kennen, der ihm etwas von seiner Suppe abgab. Die beiden Brüder Max und Edgar überlebten im August 1944 den Transport in das KZ Dachau, in dem viele politische Gefangene wie Kommunisten, Sozialdemokraten und Gewerkschafter inhaftiert waren. Von dort wurden sie wenig später in das KZ-Außenlager Karlsfeld (OT) zur Zwangsarbeit verlegt. Von Januar 1945 bis zur Räumung des Lagers durch die SS am 28. April 1945 waren die Brüder im KZ-Außenlagerkomplex Mühldorf. Die folgende sogenannte „Evakuierung“ überlebten Max und Edgar Mannheimer abgemagert und an Typhus erkrankt bis zu ihrer Befreiung durch die Amerikaner am 30. April 1945 in Tutzing.

### Nach der Befreiung
Nach seiner Entlassung aus dem Lazarett kehrte er in seinen Heimatort Neutitschein zurück. Er schwor sich, nie wieder deutschen Boden zu betreten. Kurz darauf aber verliebte er sich in die Deutsche Elfriede Eiselt, eine Widerstandskämpferin, die seine zweite Frau wurde. Sie zogen mit ihrer gemeinsamen Tochter Eva 1946 nach München. Bis 1964 engagierte sich Max Mannheimer in unterschiedlichen jüdischen Hilfsorganisationen. Als seine zweite Frau 1964 an Krebs starb, schrieb Mannheimer seine Lebensgeschichte auf. Ursprünglich sollte den Text nur seine Tochter sehen. Mit seiner dritten Frau, der Amerikanerin Grace Franzen geb. Cheney, die er 1965 heiratete, bekam er seinen Sohn Ernst. Mannheimer arbeitete in München als Kaufmann, zuletzt bis zu seinem Ruhestand als Geschäftsführer eines Lederwarenhandels.
Mannheimer begann in den 1950er Jahren zu malen und signierte mit dem Namen ben jakov (Sohn Jakobs), um seinen Vater zu ehren. 1975, 1995, 2001 und 2015 wurden seine Werke in München ausgestellt, 1977 in Zürich, 1992 in seiner Geburtsstadt Nový Jičín sowie 2000 und 2010 in Dachau. Im Katalog der Ausstellung von 2010 heißt es über Mannheimer: Er male für sich selbst, um des Akts der Entstehung der Bilder. Die Werke „sind auch Bilder eines Weges aus Schmerz und Depression“.
Im Dezember 1993 starb sein Bruder Edgar Mannheimer in Zürich, wo er als Galerist gelebt hatte. Max Mannheimer lebte in Haar bei München.
Am 23. September 2016 starb Max Mannheimer im Alter von 96 Jahren und wurde auf dem Neuen Israelitischen Friedhof in der Garchinger Straße in München-Freimann beigesetzt.

## Erinnern an den Holocaust
Im Januar 1956 wirkte Mannheimer an einem Projekt der Wiener Library in London mit und berichtete von seinem Erleben im Nationalsozialismus. Transkripte des Interviews sind in der Bibliothek in London, in Yad Vashem in Jerusalem und im Archiv der Gedenkstätte KZ Dachau abgelegt. 1976 gelangten die Aufzeichnungen von 1964 in das Archiv in Dachau, wo sie im Frühjahr 1985 gefunden wurden, als die erste Ausgabe der Dachauer Hefte vorbereitet wurde. Die damalige Leiterin der Gedenkstätte Barbara Distel und der Historiker Wolfgang Benz, damals am Münchner Institut für Zeitgeschichte tätig, suchten Mannheimer auf und baten ihn, den Text für die erste Ausgabe der wissenschaftlichen Zeitschrift freizugeben. Mit der Veröffentlichung 1985 (2000 vollständig unter dem Titel Spätes Tagebuch erschienen) wurde Mannheimer als Zeitzeuge bedeutend. Er setzte sich für Demokratie und gegen Rechtsextremismus ein.

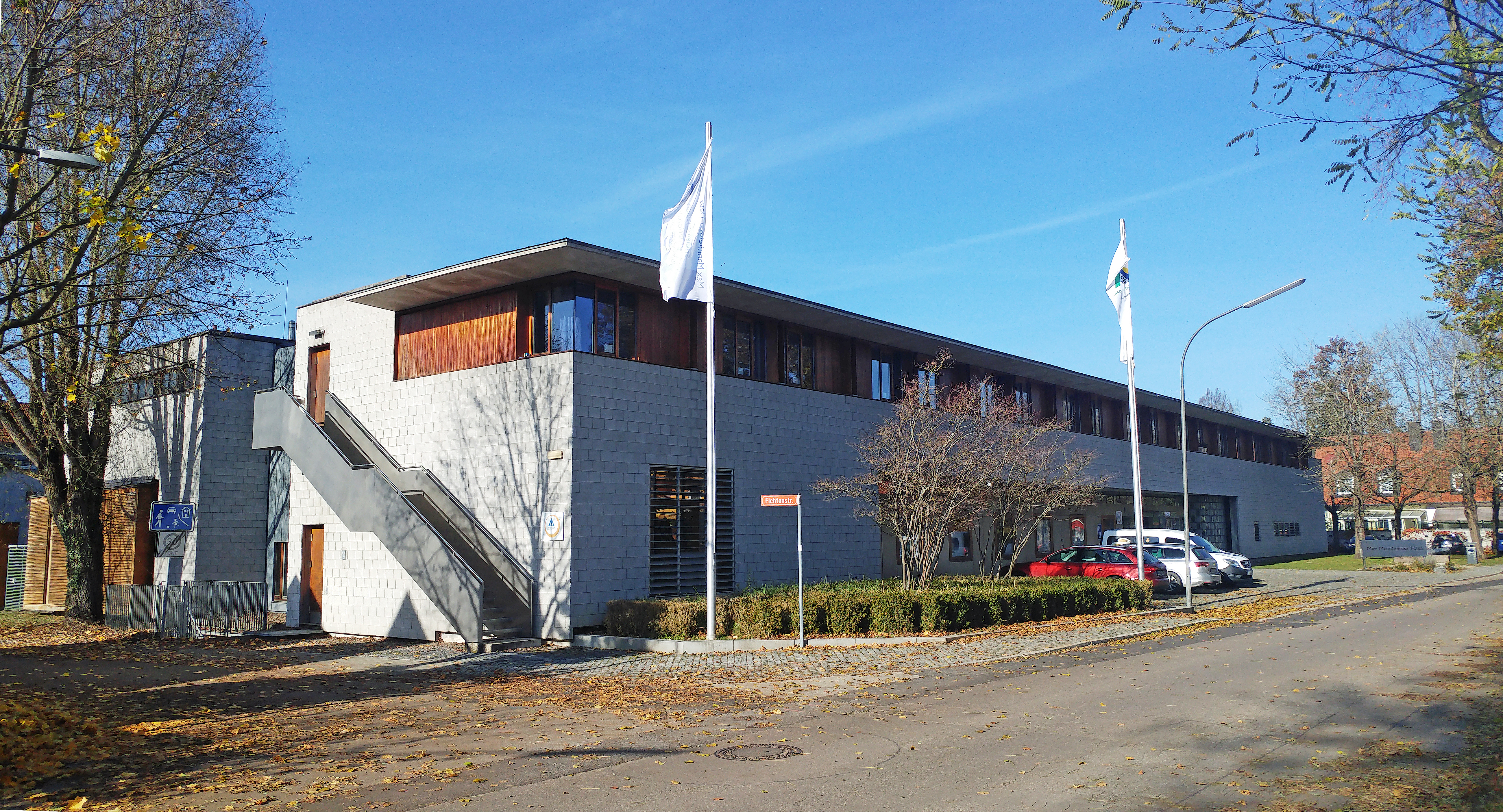
Max-Mannheimer-Haus Studienzentrum und internationales Jugendgästehaus in Dachau

1986 lud der evangelische Pfarrer Waldemar Pisarski Mannheimer ein, in der Versöhnungskirche Dachau aus seinem Leben zu berichten. Das war der Beginn der Vortragstätigkeit Mannheimers über seine Erfahrungen im KZ, mit denen er Jugendliche wie Erwachsene (z. B. in Schulen und bei der Bundeswehr) über die Schrecken des Dritten Reiches und der Konzentrationslager aufklären und eine Wiederholung verhindern wollte. Mannheimer über seine Vorträge: „Ich komme als Zeuge jener Zeit in die Schulen, nicht als Richter oder Ankläger.“
Ab 1988 war Mannheimer Vorsitzender der Lagergemeinschaft Dachau. Weiterhin war er Mitglied im Beirat der Vereinigung Gegen Vergessen – Für Demokratie.
Am 20. August 2013 folgte Bundeskanzlerin Angela Merkel einer Einladung Max Mannheimers, die KZ-Gedenkstätte Dachau zu besuchen, was noch keiner ihrer Amtsvorgänger getan hatte.
Am 27. Januar 2015 hielt Mannheimer im Bayerischen Landtag die Gedenkrede zum 70. Jahrestag der Befreiung des Vernichtungslagers Auschwitz. Bei der Feier seines 95. Geburtstags am 8. Februar 2015 empfing er zusammen mit der Leiterin Gabriele Hammermann den damaligen US-Vizepräsidenten Joe Biden bei dessen Privatbesuch der KZ-Gedenkstätte.
Mannheimer war seit Herbst 1946 Mitglied der SPD. Seine Frau Elfriede, ebenfalls SPD-Mitglied, gehörte von 1952 bis 1960 dem Münchner Stadtrat an. Über seine Frau hatte er Kontakt mit vielen sudetendeutschen Sozialdemokraten. Ein Zeitungsporträt strich heraus, dass er nach Kriegsende anfangs fast ausschließlich mit Juden und Sozialdemokraten verkehrte. Dem ehemaligen Münchner Oberbürgermeister Hans-Jochen Vogel (SPD) war er beispielsweise seit Jahren freundschaftlich verbunden. 1995 begleitete er den damaligen SPD-Vorsitzenden Rudolf Scharping auf dessen Wunsch hin nach Israel.

## Ehrungen und Auszeichnungen

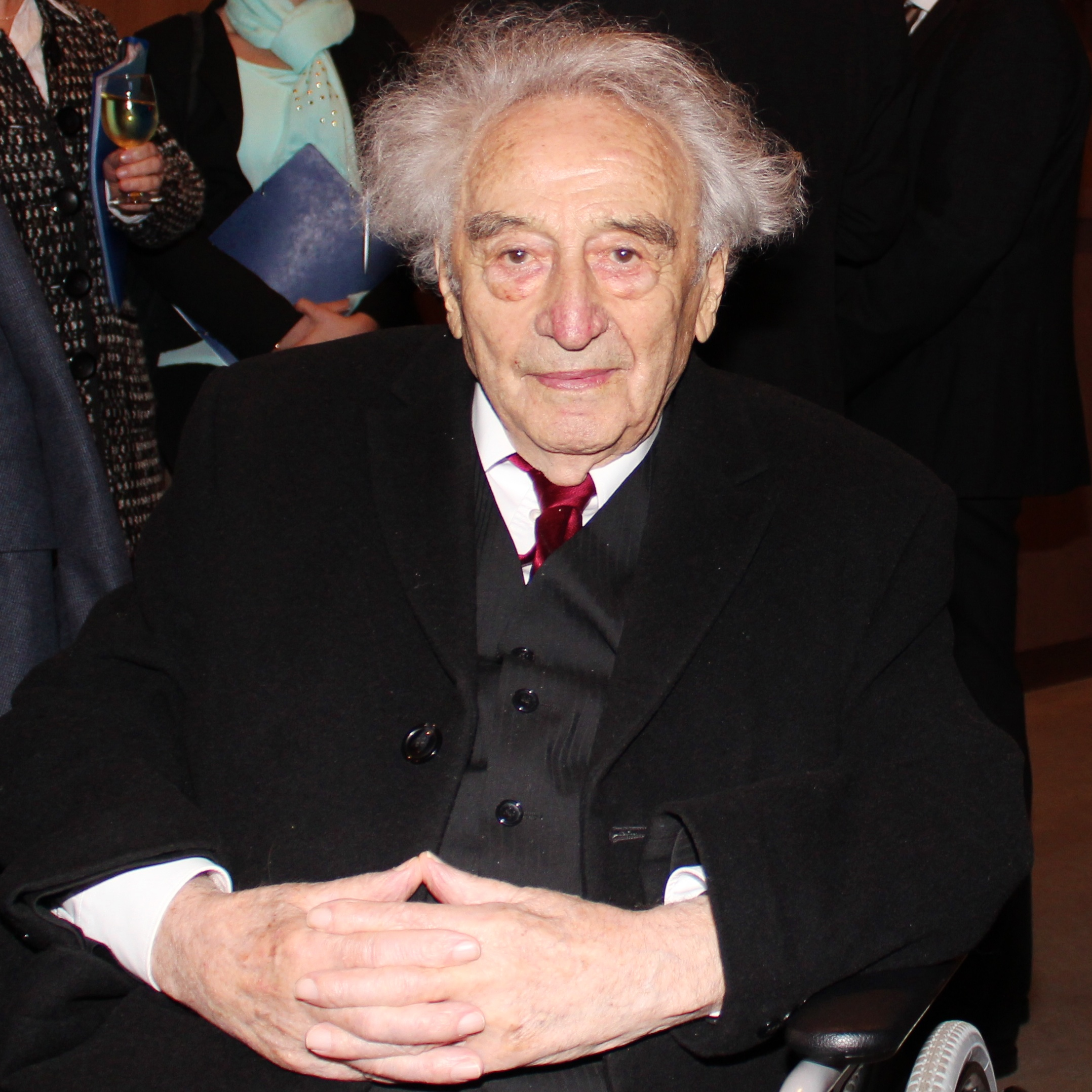
Max Mannheimer (2014)

1993 wurde Mannheimer Ritter der Ehrenlegion der französischen Republik.
Mannheimer wurde 1994 von der SPD-nahen Georg-von-Vollmar-Akademie mit dem Waldemar-von-Knoeringen-Preis ausgezeichnet, den die Akademie alle zwei Jahre an herausragende Persönlichkeiten verleiht, die in der Tradition der Arbeiterbewegung und der Ziele des demokratischen Sozialismus stehen.
Im Jahr 2000 wurde er mit der Ehrendoktorwürde der Ludwig-Maximilians-Universität München ausgezeichnet.
2005 erhielt er den Oberbayerischen Kulturpreis.
Weiterhin war er Träger des Bayerischen Verdienstordens und der Bayerischen Verfassungsmedaille in Silber und Gold.
2008 wurde er mit dem Wilhelm-Hoegner-Preis der BayernSPD-Landtagsfraktion ausgezeichnet.
2009 erhielt er die Ehrenbürgerschaft in seinem Heimatort Neutitschein.
2010 wurde er Ehrenmitglied der israelitischen Kultusgemeinde München.
2010 wurde der Bildungsbereich des Jugendgästehauses Dachau ihm zu Ehren in Max-Mannheimer-Studienzentrum umbenannt. Die offizielle Namensgebung fand am 29. Juli 2010 statt.
2011 wurde ihm die Ehrenbürgerschaft der Stadt Dachau verliehen.
Am 26. Mai 2012 erhielt er den Europäischen Karlspreis der Sudetendeutschen Landsmannschaft und am 12. September 2012 das Große Verdienstkreuz mit Stern der Bundesrepublik Deutschland, überreicht durch den bayerischen Ministerpräsidenten Horst Seehofer.
2015 erhielt Mannheimer die Medaille für besondere Verdienste um Bayern in einem Vereinten Europa verliehen.
2017 wurden die Max-Mannheimer-Straße in Bad Aibling und der Max-Mannheimer-Platz in Dachau eingeweiht.
Am 20. Januar 2018 benannte die Gemeinde Poing im Landkreis Ebersberg ihr Gemeindehaus in Max-Mannheimer-Haus um. Mannheimer saß im April 1945 in einem Todeszug vom KZ Dachau nach Süden im Bahnhof Poing fest; nur wegen einer früheren Verletzung entging er einem Massaker der Wacheinheiten an Gefangenen.
Seit dem 25. Januar 2018 wird die Mittelschule an der St.-Severin-Straße in Garching bei der Regierung von Oberbayern offiziell als Max-Mannheimer-Mittelschule Garching b. München geführt.
Vom 27. Januar bis 11. Februar 2018 veranstalteten der Kunstverein, die Volkshochschule und die Stadtbücherei in Bad Aibling erstmals die Max-Mannheimer-Kulturtage, die seitdem jährlich stattfinden.
Am 6. Februar 2018, Mannheimers 98. Geburtstag, wurde der Platz vor dem NS-Dokumentationszentrum an der Münchener Brienner Straße nach Mannheimer benannt; das Zentrum erhielt die Adresse Max-Mannheimer-Platz 1.
Seit Januar 2020 trägt das Max-Mannheimer-Gymnasium Grafing seinen Namen.
Mehrere Gemälde Mannheimers waren vom März 2020 bis Mai 2022 in der Sonderausstellung „Die Kunst eines Zeitzeugen – Zum 100. Geburtstag von Max Mannheimer“ im Museum Mühldorf zu sehen. Sie sind eine Leihgabe der KZ-Gedenkstätte Dachau.
Der Adalbert Stifter Verein ernannte Max Mannheimer zum Ehrenmitglied.

## Werke
- Spätes Tagebuch, Theresienstadt – Auschwitz – Warschau – Dachau. Anmerkung von Wolfgang Benz und Nachwort von Ernst Piper. Pendo, Zürich / München 2000, ISBN 3-85842-374-2.
- Drei Leben. Erinnerungen, bearbeitet von Marie-Luise von der Leyen. dtv, München 2012, ISBN 978-3-423-24953-9.

## Filme
- Der weiße Rabe – Max Mannheimer, Dokumentarfilm, Deutschland, 2009, 82 Min., Buch und Regie: Carolin Otto, Filmseite.
- Endstation Seeshaupt, Louis Sneh, Max Mannheimer, Dokumentarfilm, Deutschland, 2011, 94 Min., Buch und Regie: Walter Steffen.[46][47]
- Dachauer Dialoge – Max Mannheimer im Gespräch mit Sr. Elija Boßler, aufgenommen im Oktober 2015 in der KZ-Gedenkstätte Dachau und im Karmelitinnenkloster Heilig Blut, Clips auf Youtube, Kino-Version (78 min). Premiere am 23. September 2017 in München. Regie: Marina Maisel, Michael Bernstein im Auftrag der Stiftung Bayerische Gedenkstätten